# J. R. R. Tolkien's The Lord of the Rings, Vol. II: The Two Towers
J. R. R. Tolkien's The Lord of the Rings, Vol. II: The Two Towers est un jeu vidéo de rôle développé et édité par Interplay, sorti en 1992 sur DOS et FM Towns.

## Accueil
- Tilt : 13/20[1]